# Hamilton Academical Football Club
El Hamilton Academical Football Club es un club de fútbol de Escocia, con sede en Hamilton. Fue fundado en 1874 y compite en el Scottish League One, la tercera categoría del fútbol escocés.

## Historia
El club fue fundado a finales de 1874 por el rector y varios alumnos de la escuela local, la Academia Hamilton. Tras la renuncia de uno de los primeros clubes de la historia del fútbol escocés, el Renton FC, en 1897, el club se pasó a los campeonatos profesionales escoceses.
El equipo ascendió por primera vez a la máxima categoría en 1906, y fue finalista de la Copa de Escocia en 1911 y 1935, aunque no llegó a ganar nunca el trofeo. El club se mantuvo en Primera hasta 1947, y regresó de forma intermitente varias veces. El equipo regresó a la Premier escocesa a finales de los 80, pero duró poco tiempo en la categoría. Además ganaron en 2 ocasiones la Scottish Challenge Cup, en 1992 y 1993.
Hamilton Academical tuvo que cambiarse de estadio en 1994 debido a la nueva legislación de la Liga para los estadios, compartiendo el campo con el Partick Thistle durante 2 temporadas. El club pasó uno de sus momentos más complicados en la temporada 1999-2000, cuando descendió administrativamente a Tercera División. Sin embargo, el equipo supo recuperarse y fue ascendiendo categorías hasta que volvieron a la Premier escocesa en la campaña 2008-09.

## Estadio
Hamilton Academical juega sus partidos en el New Douglas Park, un estadio con capacidad para 6000 personas y césped natural. El campo se inauguró en el año 2001, en el mismo emplazamiento donde estaba el anterior estadio, llamado Douglas Park, que tuvo que ser sustituido debido a que no cumplía con la normativa establecida por la Liga escocesa en 1994.

## Entrenadores
- Alex Raisbeck (1914–1922)
- David Buchanon (1922–1923)
- Scott Duncan (1923–1925)
- Willie McAndrew (1925–1946)
- Jimmy McStay (1946–1951)
- Andrew Wylie (1951–1953)
- Jacky Cox (1953–1956)
- John Lowe (1956–1958)
- Andy Paton (1959–1968)
- John Crines (1968–1969)
- Billy Lamont (1969)
- Tommy Ewing (1969–1970)
- Bobby Shearer (1970–1971)
- Ronnie Simpson (1971–1972)
- Billy Lamont (1972, interino)
- Eric Smith (1972–1978)
- Davie McParland (1978–1982)
- John Blackley (1982–1983)
- Bertie Auld (1983–1984)
- John Lambie (1984–1988)
- Jim Dempsey (1988–1989)
- George Miller (1989, interino)
- John Lambie (1989–1990)
- George Miller (1990, interino)
- Billy McLaren (1990–1992)
- Iain Munro (1992–1996)
- Sandy Clark (1996–1998)
- Colin Miller (1998–1999)
- Ally Dawson (1999–2002)
- Chris Hillcoat (2002–2003)
- Allan Maitland (2003–2005)
- Billy Reid (2005–2013)
- Alex Neil (2013, interino)
- Alex Neil (2013–2015)
- Martin Canning (2015- interino)
- Martin Canning (2015–2019)[1]
- Brian Rice (2019–2021)[2]
- Stuart Taylor (2021–2022)
- John Rankin (2022-)

## Palmarés

### Torneos nacionales
- Segunda División de Escocia (3): 1985-86, 1987-88, 2007-08
- Tercera División de Escocia (1): 1903-04
- Cuarta División de Escocia (1): 2000-01
- Scottish Challenge Cup (3): 1991-92, 1992-93, 2022-23